# Laeti
Laeti waren krijgsgevangenen (of nakomelingen hiervan) van het Romeinse Rijk die land toebedeeld kregen in ruil voor militaire dienst. Hiermee kregen sommige "barbaarse" (niet-Romeinse) bevolkingsgroepen een vestigingsvergunning.
In de loop van de 4e eeuw n.Chr. werd deze status verleend aan vele barbaarse bevolkingsgroepen. Keizer Constantius Chlorus liet krijgsgevangen Franken toe binnen de grenzen van het rijk, en vestigde hen in de omgeving van de steden als Trier, Amiens en Langres. De Frankische stam der Bructeren werd waarschijnlijk op deze manier door keizer Constantijn voor het eerst op grote schaal bij het leger betrokken. Uit de Notitia Dignitatum zijn de namen bekend van stammen die troepen leverden die als laeti dienden.
Het belangrijkste kenmerk van de laeti was wel hun ondergeschikte positie, zij leefden onder het gezag van de Romeinen. Vrije soldaten die in of aan de zijde van het Romeinse leger streden werden aangeduid als foederati, dedicitii en gentiles.